# Лосени
Лосени — деревня в Смоленском районе Смоленской области России. Входит в состав Лоинского сельского поселения. Население — 23 жителя (2007 год). 
Расположена в западной части области в 41 км к северо-западу от Смоленска, в 0,5 км северо-восточнее автодороги Р133 Смоленск — Невель, на берегу реки Строчанка. В 25 км южнее деревни расположена железнодорожная станция Лелеквинская на линии Смоленск — Витебск. 

## История
В годы Великой Отечественной войны деревня была оккупирована гитлеровскими войсками в июле 1941 года, освобождена в сентябре 1943 года. 